# Frank Kerns
Franklin Phillip „Frank“ Kerns (* 21. Mai 1933 in Cumberland, Maryland; † 3. August 2015 in Statesboro, Georgia) war ein US-amerikanischer Basketballtrainer.

## Leben
Der aus Cumberland im US-Bundesstaat Maryland stammende Kerns studierte an der University of Alabama. Während des Koreakrieges Anfang der 1950er Jahre tat er Dienst bei den Streitkräften der Vereinigten Staaten.
Von 1981 bis 1994 war Kerns Cheftrainer der Basketballmannschaft an der Georgia Southern University. Viermal wurde er als Trainer des Jahres der Trans America Athletic Conference ausgezeichnet und führte die Mannschaft zu drei Teilnahmen an der NCAA-Endrunde. Anschließend arbeitete er ein Jahr lang als Trainer in China. Von 1999 bis 2001 war Kerns Cheftrainer des UBC Mattersburg in der österreichischen Bundesliga, danach wechselte er zum Ligakonkurrenten Fürstenfeld Panthers. Die Fürstenfelder führte er im Spieljahr 2001/02 zur Vizemeisterschaft. Er blieb bis 2003 in Fürstenfeld im Amt. Kerns verstarb 2015 im Alter von 82 Jahren.